# جوایز موسیقی آمریکا ۲۰۱۵
چهل و سومین جایزه موسیقی آمریکا ۲۲ نوامبر، ۲۰۱۵ در تئاتر نوکیا در لس آنجلس، کالیفرنیا برگزار خواهد شد. این مراسم به صورت زنده از شبکه ABC پخش خواهد شد.

## ارائه
- فیفت هارمونی[۳]

## اجرای
- جنیفر لوپز[۴]
- فایو سکندز آو سامر[۵]
- سلنا گومز[۵]
- کری آندروود[۵]
- بریتنی اسپیرز

## نامزدها
جو جوناس و چارلی پوث announced the nominations on October 13, 2015.
| هنرمند سال | هنرمند جدید سال                                                                                              |
| --- | --- |
| - لوک برایان - آریانا گرانده - مارون ۵ - نیکی میناژ - وان دایرکشن - اد شیرن - سم اسمیت - تیلور سوئیفت - مگان ترینر - د ویکند | - Fetty Wap - سم هانت - تاو لو - والک د مون - د ویکند                                                        |
| بهترین هنرمند مرد پاپ/راک | بهترین هنرمند زن پاپ/راک                                                                                     |
| - نیک جوناس - اد شیرن - سم اسمیت | - آریانا گرانده - تیلور سوئیفت - مگان ترینر                                                                  |
| بهترین گروه/بند/دونفره پاپ/راک | بهترین آلبوم پاپ راک                                                                                         |
| - مارون ۵ - وان دایرکشن - والک د مون | - X – اد شیرن - ساعت تنهایی – سم اسمیت - ۱۹۸۹ – تیلور سوئیفت                                                 |
| بهترین هنرمند مرد سبک کانتری | بهترین هنرمند زن سبک کانتری                                                                                  |
| - جیسون الدین - لوک برایان - سم هانت | - Kelsea Ballerini - میراندا لمبرت - کری آندروود                                                             |
| بهترین گروه/باند/دونفره کانتری | بهترین آلبوم کانتری                                                                                          |
| - Florida Georgia Line - لیتل بیگ تاون - زک براون باند | - Old Boots, New Dirt – جیسون الدین - Anything Goes – Florida Georgia Line - Montevallo – سم هانت            |
| بهترین هنرمند رپ/هیپ هاپ | بهترین آلبوم رپ/هیپ هاپ                                                                                      |
| - دریک - Fetty Wap - نیکی میناژ | - 2014 Forest Hills Drive – جی. کول - If You're Reading This It's Too Late – دریک - د پینک‌پرینت – نیکی میناژ |
| بهترین هنرمند مرد سول و آر اند بی | بهترین هنرمند زن سول و آر اند بی                                                                             |
| - کریس براون - Trey Songz - د ویکند | - بیانسه - مری جی. بلایژ - ریانا                                                                             |
| بهترین آلبوم سول و آر اند بی | بهترین هنرمند تناوبی                                                                                         |
| - X – کریس براون - Black Messiah – D'Angelo and The Vanguard - Beauty Behind the Madness – د ویکند | - فال اوت بوی - هوزیر - والک د مون                                                                           |
| بهترین هنرمند معاصر بزرگسالان | بهترین هنرمند لاتین                                                                                          |
| - اد شیرن - تیلور سوئیفت - مگان ترینر | - انریکه ایگلسیاس - ریکی مارتین - رومئو سانتوس                                                               |
| بهترین هنرمند الهام بخش نسل معاصر | بهترین موسیقی دنس الکترونیک                                                                                  |
| - Casting Crowns - هیل‌سانگ یونایتد (گروه موسیقی) - MercyMe | - کالوین هریس - داوید گتا - زد                                                                               |
| ترانه سال | بهترین موسیقی متن                                                                                            |
| - "وقتی باز دیدمت" – ویز خلیفا به همراه. چارلی پوث - "فانک بالاشهری" – مارک رانسون به همراه. برونو مارس - "بلند بلند فکر کردن (ترانه اد شیرن)" – اد شیرن - "فضای خالی" – تیلور سوئیفت - "صورتم را نمی‌توانم حس کنم" – د ویکند                                  | - Fifty Shades of Grey - Empire: Original Soundtrack from Season 1 - Pitch Perfect ۲                         |
| Collaboration of the Year | |
| - "وقتی باز دیدمت" – ویز خلیفا به همراه. چارلی پوث - "FourFiveSeconds" - ریانا، کانیه وست و پل مک‌کارتنی - "UpTown Funk!" – مارک رانسون به همراه. برونو مارس - "Where Are Ü Now" - Jack Ü به همراه. جاستین بیبر - "دشمنی" - تیلور سوئیفت به همراه. کندریک لمار | |
| Internet Fans Artist of the Year | |
| - آریانا گرانده - جاستین بیبر - وان دایرکشن - بیانسه - فایو سکندز آو سامر | |